# 스노우맨 (영화)
《스노우맨》(영어: The Snowman)은 2017년 개봉한 영국의 범죄 스릴러 영화이다. 요 네스뵈의 동명의 유명 스릴러 소설을 원작으로, 후세인 아미니와 매슈 마이클 카너핸이 각색했고 토마스 알프레드손 감독이 연출한다. 마이클 패스벤더가 주인공 해리 홀레 형사 역을 맡았고, 레베카 페르구손, 샤를로트 갱스부르, 발 킬머, J. K. 시먼스가 조역으로 캐스팅되었다.

## 줄거리
유년의 트라우마를 가진 연쇄살인범과 그를 추적하는 형사들의 이야기를 그린 영화이다.

## 출연
- 마이클 패스벤더 - 해리 홀레 형사
- 레베카 페르구손 - 카트리네 브라트
- 클로이 세비니 - 실비아 오테르센
- 발 킬머 - 게르트 라프토
- J. K. 시먼스 - 아르베 스퇴프
- 샤를로트 갱스부르 - 라켈
- 토비 존스 - DC 스벤손
- 제이미 클레이턴 - 에다
- 로넌 비버트 - 군나르 하겐
- 제임스 다시 - 필리프 베케르
- 제네비에브 오렐리 - 베르트 베커
- 제이콥 오프테브로 - 망누스 스카레
- 요나스 칼손 - 마티아스 룬드헬게센
- 소피아 헬린 - 소년의 엄마
- 애나 리드 - 벤딕슨 부인
- 다비드 덴칙 - 베틀슨
- 앨릭 뉴먼 - 몰드 맨
- 마이클 예이츠 - 올레그